# 柏林谍影 (电影)
《柏林谍影》（英語：The Spy Who Came In from the Cold，或譯为《東山再起的間諜》）是一部1965年的根据同名小说改编的间谍题材电影。

## 劇情簡介
在小说的开头，长期在西柏林经营间谍业务的的英國秘密情报局驻西柏林情报站站长阿列克·利馬斯（Alec Leamas）多年經營的間諜網遭到東德情报机构的头目穆恩特（Munndt）的彻底破坏，阿列克·利马斯手头上的最后一名潜伏在东德的间谍卡尔·李梅克（Karl Riemeck）在东西柏林邊界的查理檢查站试图逃到西柏林时遭到东德边防军射殺，这说明秘密情报局内出现了叛徒。
英國秘密情报局局长“老总”秘密召见了阿力克·利马斯，詢問將他調到合作銀行的意願遭拒後，表示秘密情报局将会故意讓利馬斯「在外承受風雨」。
利馬斯其後窮途潦倒，在私人圖書館中當低薪的助理。他雖與同為助手的英国共产党党员利兹·古德情意日深，卻還是既酗酒又蠻橫，終因暴力行為入獄，但古德小姐仍不離不棄。
一家慈善機構對他略施小惠，表示還有大錢等著他。這機構是東德駐英間諜組織的門面。他們安排利馬斯赴第三國接受問話以套取情報。原來這是英方故意的安排，藉此令穆恩特的屬下掌握其叛德投英的證據以制其於死地。
孰料利馬斯一到第三國，他失蹤的消息即在英國見報。表面上他已經無法回國，只得聽從德方的安排赴東柏林。而一往情深的古德小姐在不知究裡之下也自行前往東德。
在東柏林，利马斯遇见了穆恩特的手下菲德勒（Fiedler），菲德勒平时不把自己上级穆恩特放在眼里，怀疑穆恩特已遭西方国家買通。他利用利马斯在銀行的活動，找出穆恩特領取英方津貼的證據，遂引起穆恩特不满。东德统一社会党的高层秘密成立了一个三人法庭聽取菲德勒等人的證詞以審判穆恩特。
在法庭上，菲德勒力陳自己的頂頭上司遭西方国家買通，並以利马斯的證詞補強其證據力。但茫然的利兹·古德突然现身法庭，她的供詞在辯方律師凌厲的盤詰下破綻百出，顯示出她其實收受英國秘情局津貼，而接頭人則是利馬斯在局裡的朋友。眼見無法抵賴，利馬斯不得不供出受秘情局指令陷害穆恩特的始末。於是菲德勒被當成構陷上司危害國家之人當場就逮。利馬斯和古德則遭监禁。
令利马斯没想到的是，穆恩特竟安排阿力克·利马斯和利兹·古德自監禁處脫身，再越過柏林墙逃到西柏林去。並打算再由菲德勒的朋友中找人當成私縱人犯的「同謀者」。於是利馬斯明白穆恩特才是西方国家的间谍，而菲德勒则是一名对东德忠心耿耿的共产主义者。在逃向柏林圍牆的途中，利馬斯向問個不休的古德和盤托出一切始末。心思純潔充滿理想性的古德震驚之餘大表不滿，慣見骯髒勾當的利馬斯與之針鋒相對，在對話中表明秘密工作者存在的意義。
阿力克·利马斯爬上了柏林墙頂后，回頭拉利兹·古德上来，此时原本該依約定關閉的探照燈竟又照到兩人身上，身後安排他們攀牆逃亡的內應竟反過來一槍打中了古德。古德力盡而死後掉回東柏林這邊的牆腳下。此时英方情报人员在西柏林一边催促利马斯快点跳下来，但是利马斯看著西邊的所謂「己方」，和由東邊開槍的「內應」，再看看底下死去的拉利兹·古德，他没有跳到西柏林，而是回到東柏林一邊與古德在一起，終被射杀。